# Gerimpelde metaalboktor
De gerimpelde metaalboktor (Callidium aeneum) is een keversoort uit de familie van de boktorren (Cerambycidae). De wetenschappelijke naam van de soort werd voor het eerst geldig gepubliceerd in 1775 door De Geer.